# 台灣三洋電機
台灣三洋電機股份有限公司（英語：Taiwan Sanyo Electric Co., Ltd.），簡稱台灣三洋（商標：SANLUX），台灣家用電器製造商，成立於1955年。廣告歌為〈三洋之歌〉。

## 歷史

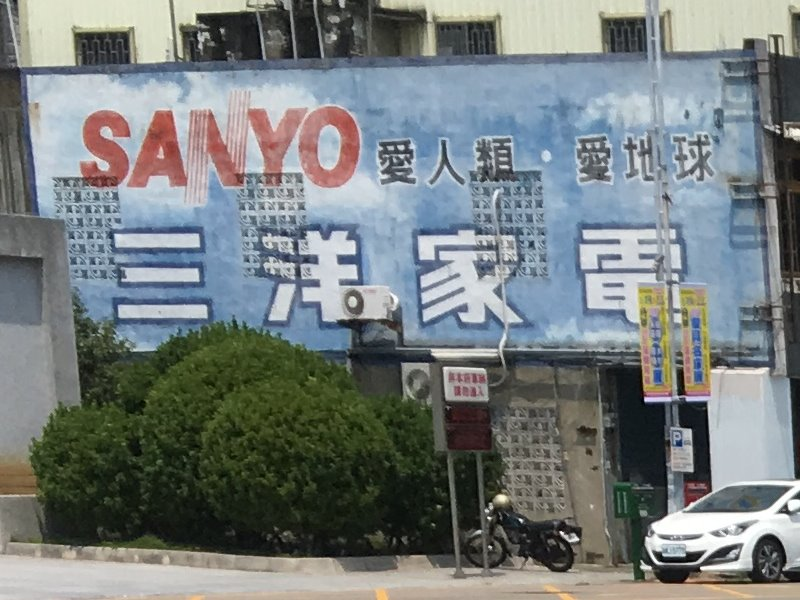
台灣三洋電機Sanyo商標廣告牆

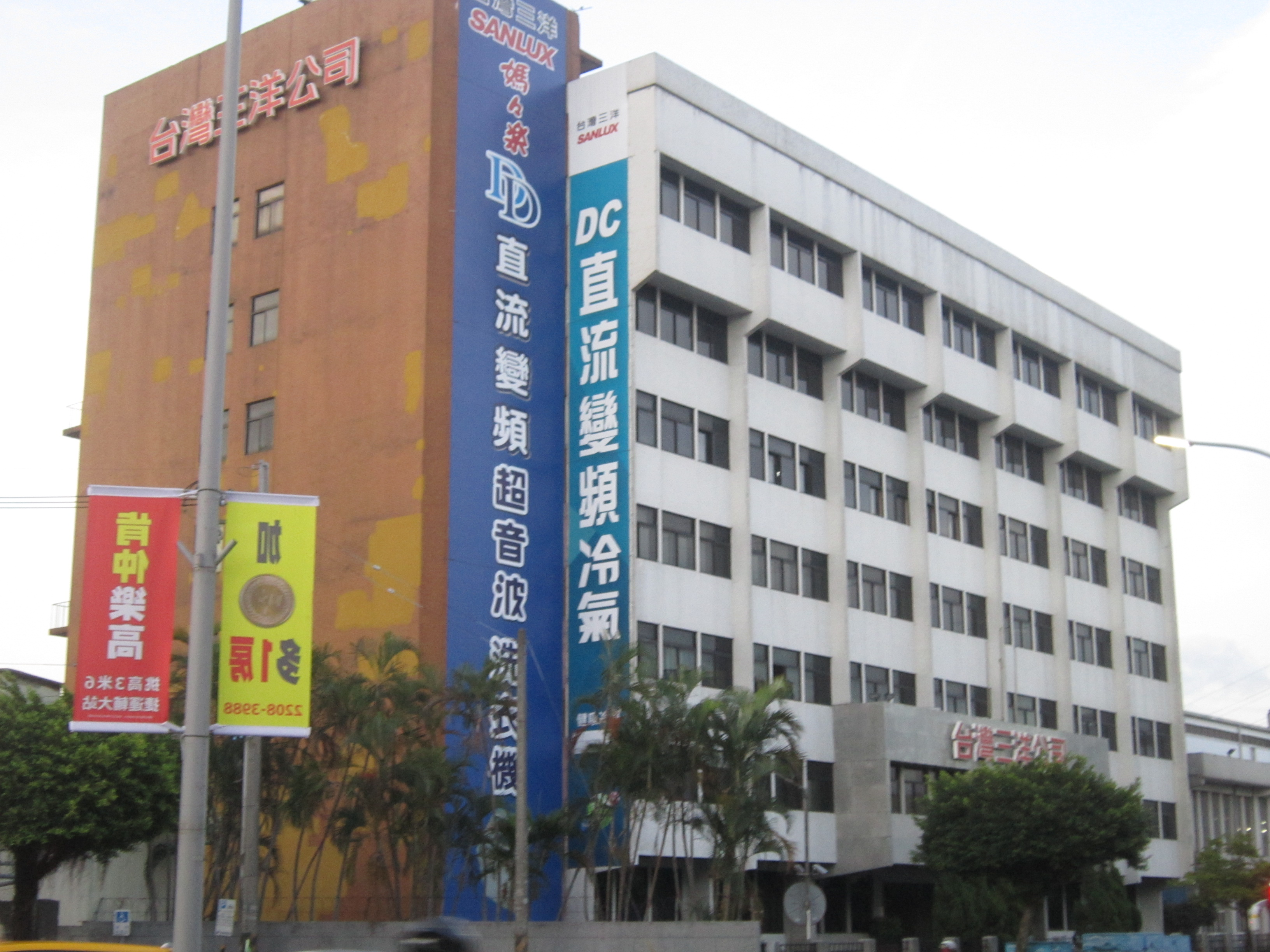
台灣三洋電機泰山廠，英文商標已改用SANLUX

- 1946年，李克竣、林新亨、李石柱與張川流等人合資成立「正和電器行」，自行裝配收音機出售。1949年，李石柱與張川流合資成立「中央無線電器行」，同時建立工廠生產收音機。1955年8月，中央無線電器行改組為「大立電機股份有限公司」。
- 1962年，日本三洋電機派員來台灣，邀請李克竣、林新亨與張川流合資，將大立電機改組成立台灣三洋電機，為三洋電機代工。
- 1963年2月，大立電機改組成立「台灣三洋電機股份有限公司」，為三洋電機在台子公司，資本額新台幣三百萬元，首任董事長為林新亨。台灣三洋電機最早以生產電視機為主，生產的洗衣機「媽媽樂」是台灣最早自行生產的洗衣機。
- 1968年，張川流就任台灣三洋電機第二任董事長。
- 1993年，李石柱就任台灣三洋電機第三任董事長。
- 1997年，台灣三洋電機在台灣證券交易所股票上市（臺證所：1614）。
- 1999年，李文峰就任台灣三洋電機第四任董事長。
- 2013年1月14日，三洋電機宣布從台灣三洋電機撤資[註 1]，台灣三洋電機與三洋電機簽署商標授權合約與售後服務合約，重要內容如下：台灣三洋電機可在未來五年繼續使用Sanyo標誌及於授權產品上使用Sanyo商標，三洋電機將冷氣機商標「健康」與洗衣機商標「媽媽樂」無償移轉予台灣三洋電機，三洋電機同意負擔台灣三洋電機因改用SANLUX商標、拋棄及銷毀載有Sanyo商標之廣告看板及招牌等所支出之部分費用，台灣三洋電機僅負責除了PHS行動電話、投影機、數位相機及按摩椅以外的日本進口之三洋電機產品在台灣之售後服務[1]。
- 2015年10月，為減少2016年元旦起支付給松下電器的Sanyo品牌權利金，台灣三洋電機自該月份出廠的電冰箱、洗衣機、冷氣機、液晶電視及小家電等產品全面改用SANLUX商標[2]。

## 備註
1. ↑  三洋電機已於2009年成為Panasonic的子公司，並於2012年宣布將停止營運Sanyo品牌。

## 外部連結
- 台灣三洋舊網站 （页面存档备份，存于）
- SANLUX台灣三洋網站
- SANLUX台灣三洋的Facebook專頁
- YouTube上的SANLUX台灣三洋頻道